# Hồ Ngọc Hà
Hồ Ngọc Hà, née le 25 novembre 1984, à Đồng Hới, est une chanteuse, mannequin et actrice vietnamienne. Elle est devenue célèbre en gagnant le premier prix du « Supermodel Contest » au Viêt Nam en 2003, puis s'est tournée en 2004 vers une carrière de chanteuse.

## Biographie
Hồ Ngọc Hà est née à Đồng Hới, dans la province de Quảng Bình dans une famille de banquiers. Son grand-père paternel était français. Elle a étudié le piano au Military College of Arts. Elle vit maintenant à Hô Chi Minh-Ville.